# Solveig Jørgensen
Solveig Jørgensen – duńska florecistka, trzykrotna medalistka mistrzostw świata.
Na mistrzostwach świata w Hadze w 1948 roku Dunki w składzie: Solveig Jørgensen, Karen Lachmann, Kate Mahaut, Grete Olsen, Ulla Barding i Kirsten Suhr-Hansen zdobyły złoty medal we florecie drużynowym. W tej samej konkurencji zdobyła następnie srebrny medal mistrzostwach świata w Monte Carlo w 1950 roku oraz brązowy podczas mistrzostw świata w Sztokholmie rok później.
Nigdy nie wzięła udziału w igrzyskach olimpijskich.